# Pulp magazine

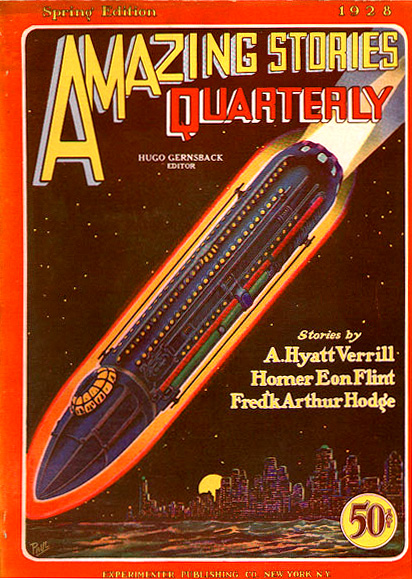
Copertina di Amazing Stories Quarterly, estate 1928

I pulp magazine (o pulp fiction) erano delle riviste di prezzo economico contenenti racconti che ebbero molto successo nella prima metà del novecento. Spesso si fa riferimento a loro chiamandole semplicemente "pulp"; da esse infatti nasce il genere letterario pulp.

## Terminologia e storia
Il nome "pulp" deriva dalla carta con cui venivano stampate queste riviste, ottenuta dalla polpa dell'albero e quindi di qualità più scadente rispetto a quella ottenuta dal resto del tronco. Oltre ad essere più ruvida e spessa, aveva anche la caratteristica di ingiallire in breve tempo. Anche se molti rispettavano gli scrittori che scrivevano per i pulp, questi giornali sono stati ricordati principalmente per le loro storie sfacciate, violente e qualche volta oscene, e per le loro copertine sexy o raccapriccianti. Le copertine, in particolare, erano famose per i disegni di ragazze seminude, in genere in attesa di essere salvate dall'eroe di turno.
I fumetti moderni sono spesso considerati dei discendenti degli "eroi pulp"; i pulp magazine infatti contenevano anche dei romanzi brevi di personaggi eroici come l'Uomo Ombra, Doc Savage e The Phantom Detective. L'unica differenza è che i pulp puntavano più ad un pubblico adulto mentre i fumetti erano scritti tradizionalmente per bambini o adolescenti.
A causa delle leggi dell'epoca sul copyright, si verificavano numerosi plagi tra queste riviste, anche in Inghilterra. Questi giornali, chiamati story papers erano distribuiti in tutto l'impero inglese. Alcuni personaggi, come ad esempio Sexton Blake e Nelson Lee, erano molto simili tra loro ma, al tempo, non essendoci un mercato globale dei media, anche se erano scritti nella stessa lingua, erano noti in nazioni diverse.
Argosy di Frank Munsey, pubblicato a partire dal 1896, è considerato il primo "pulp". Il formato però pian piano si estinse (specialmente nel corso degli anni cinquanta) con il progressivo aumento dei costi della carta e la competizione con fumetti, televisione e le neonate versioni economiche dei libri. I pulp magazine che sopravvissero furono soprattutto quelli con storie di fantascienza o gialli/thriller, e comunque in forma molto striminzita rispetto a prima, anche se il formato è ancora usato per alcuni lunghi serial, come Perry Rhodan, in Germania, che conta all'attivo più di 3000 numeri (il numero 3300 è stato pubblicato il 15 Novembre 2024).
Anche se tradizionalmente associato col mondo anglosassone e soprattutto con gli Stati Uniti, esempi di narrativa pulp non erano sconosciuti in altre nazioni: la Germania e la Francia generarono molti di questi eroi come il Capitano Mors e Nyctalope.

## Generi

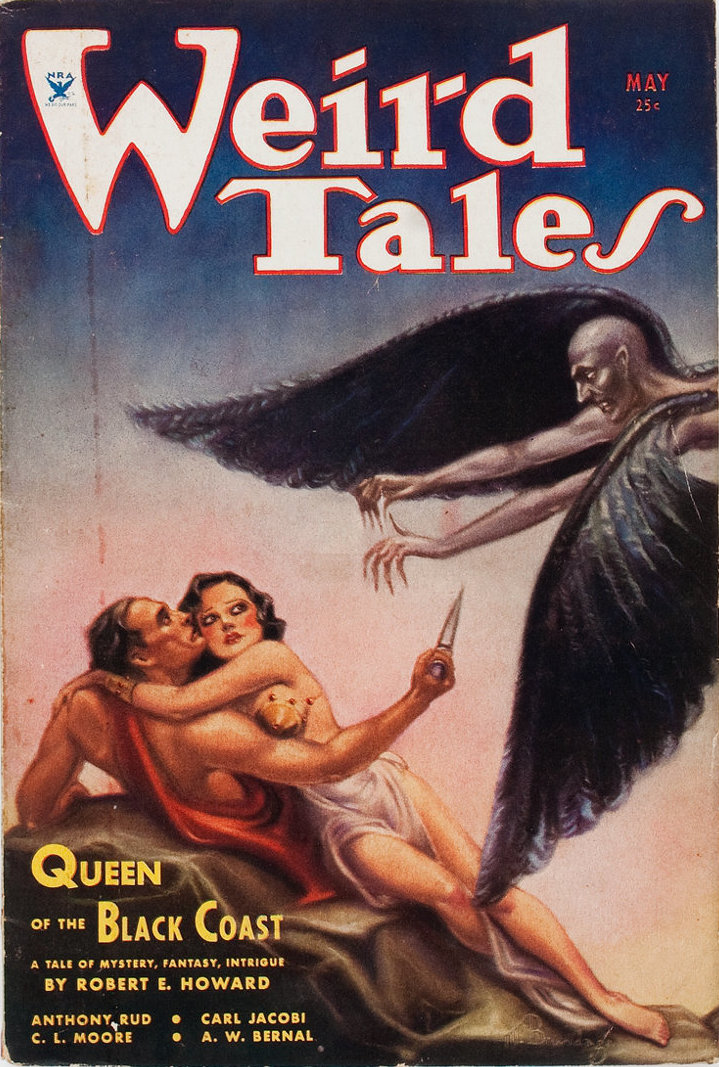
Copertina di Weird Tales, maggio 1934

Malgrado molti credano che il campo della pulp fiction fosse limitato alla gangster-story (errore forse indotto dalla popolarità del film di Quentin Tarantino Pulp Fiction) o, d'altro canto, alla narrativa comico-avventurosa in stile Indiana Jones, il filone del pulp non si limitava a queste tipologia di storie. Le riviste pulp spesso si componevano di un'ampia varietà di generi, ossia di tipo poliziesco, fantascientifico, fantasy, western, horror, guerra, spionistico e il noir. Molti autori, addirittura, amavano anche combinare e mescolare più di un genere nelle loro opere (si vedano ad esempio i weird western di Robert Ervin Howard dove cowboy e pionieri affrontano entità come vampiri o demoni aztechi o la stessa saga di John Carter, trasportato in un Marte che unisce elementi di fantasy e fantascienza).
Il western statunitense era uno dei generi di punta delle prime riviste pulp, tant'è che sopravvisse fino alla fine anche negli ultimi numeri e fu il genere che, sulle stesse riviste, diede fama a Elmore Leonard, uno dei migliori scrittori noir della letteratura. Molti romanzi classici della fantascienza e del giallo sono stati pubblicati originariamente a puntate su riviste pulp come Weird Tales, Amazing Stories e Black Mask.

## Personaggi famosi della pulp-fiction
- The Avenger
- Biggles (Eroe aviatore più volte parodiato dai Monty Python nel loro show televisivo)
- Hopalong Cassidy
- Conan il barbaro
- Philo Gubb
- Doc Savage
- G-8
- John Carter di Marte
- Operator No. 5
- Sexton Blake
- The Black Bat
- The Eel
- The Phantom Detective
- l'Uomo Ombra
- The Spider
- Tarzan
- Zorro

Kilgore Trout, l'eterno personaggio dell'opera di Kurt Vonnegut, è un immaginario scrittore di pulp fiction.

## Autori più rappresentativi
Molti famosi autori hanno iniziato scrivendo piccole storie per riviste pulp, tra cui:
| - Poul Anderson - Isaac Asimov - Alfred Bester - Robert Bloch - Leigh Brackett - Ray Bradbury - Max Brand - Edgar Rice Burroughs - Ellis Parker Butler - Hugh B. Cave - Raymond Chandler | - Arthur C. Clarke - Philip K. Dick - Erle Stanley Gardner - Dashiell Hammett - Robert A. Heinlein - Frank Herbert - Robert E. Howard - L. Ron Hubbard - Louis L'Amour - Fritz Leiber - Elmore John Leonard | - Howard Phillips Lovecraft - John D. MacDonald - Johnston McCulley - Walt Morey - Talbot Mundy - Seabury Quinn - Richard S. Shaver - Robert Silverberg - Upton Sinclair - Clark Ashton Smith - Jack Vance |

## Pulp fiction nel ventunesimo secolo
Ancora nel ventunesimo secolo molte piccole case editrici indipendenti stampano riviste con piccole storie, spesso introduzioni a brevi romanzi, nello stile dei pulp magazine. Tra queste ricordiamo Blood 'N Thunder e High Adventure. Ci sono anche molte pubblicazioni specializzate, stampate però a tiratura limitata. La principale differenza di queste riviste moderne (oltre al piccolo bacino di utenza) sta nella carta: la scadente carta di polpa caratteristica delle vecchie pubblicazioni non viene infatti più usata.
Nel 2002 sul numero 10 di McSweeney's Quarterly Michael Chabon ha pubblicato una collezione di "pulp fiction" scritte da autori come Stephen King, Nick Hornby, Aimee Bender e Dave Eggers. È stato pubblicato in Italia da Mondadori.